# Ik blijf bij jou
Ik blijf bij jou is een lied van de Nederlandse zanger André Hazes. Het werd in 1990 als single uitgebracht en stond in hetzelfde jaar als zesde track op het album Kleine jongen.

## Achtergrond
Ik blijf bij jou is geschreven door André Hazes, Elmer Veerhoff, Aart Mol, Erwin van Prehn, Geertjan Hessing en Cees Bergman (Cat Music) en geproduceerd door John van de Ven en Jacques Verburgt. Het is een lied dat past in het genre levenslied. In het lied zingt de zanger over dat hij ondanks tegenslagen en moeilijke tijden, altijd bij zijn geliefde zal blijven. Het lied werd op single uitgebracht met op de B-kant Een nieuw begin, geschreven door Hazes, Van de Ven en Verburgt.

## Hitnoteringen
De zanger had succes met het lied in Nederland. Het kwam tot de 44e plaats van de Nationale Top 100 en stond negen weken in deze hitlijst. De Nederlandse Top 40 werd niet bereikt; het kwam hier tot de twaalfde plaats van de Tipparade. 